# Komoé
Komoé je řeka v západní Africe, převážně na území Pobřeží slonoviny s prameny v Burkině Faso. Je dlouhá 900 km. Povodí má rozlohu 74 000 km².

## Průběh toku
Pramení na území Burkiny Faso. Na horním toku protéká uprostřed vysokotravnatých savan a na dolním toku tropickým deštným lesem. Ústí do Guinejského zálivu u města Grand-Bassam.

## Vodní stav
Zdroj vody je dešťový. Hladina dosahuje maximální úrovně v září a v říjnu a minimální v únoru. Průměrný roční průtok vody na dolním toku činí 430 m³/s.

## Využití
Na dolním toku je možná vodní doprava.